# Magyaren in Rumänien
Die Magyaren in Rumänien stellen die größte ethnische Minderheit des Landes dar. Gemäß der amtlichen Volkszählung von 2002 lebten in Rumänien rund 1.435.000 Magyaren (= Ungarn). 2012 fiel ihre Zahl auf 1,2 Millionen zurück. Die größte Gruppe unter den Magyaren in Rumänien ist die der Szekler (ungefähr 600.000 Personen oder 40 % der rumänischen Ungarn).

## Geschichte

### In den Donaufürstentümern und im Königreich Rumänien bis zum Ersten Weltkrieg
In den Donaufürstentümern – d. h. im Fürstentum Walachei und im Fürstentum Moldau – gab es relativ wenige Ungarn. Einige von ihnen waren in den größeren Städten – vor allem in Bukarest – als Kaufleute und Handwerker tätig.
Eine Besonderheit stellten die Tschangos in der Moldau dar. Deren Herkunft ist auch heute unklar; nach verschiedenen Theorien handelt es sich entweder um aus Siebenbürgen ausgewanderte Szekler oder um Nachfolger magyarisierter Kumanen. Sie sprechen (bzw. sprachen) einen ungarischen Dialekt. Von nationalistischen Rumänen werden sie als fremdländisch sprechende Rumänen angesehen. Ihre Zahl wurde zu Beginn des 19. Jahrhunderts in der Moldau auf 40.000, 1845 auf 100.000 geschätzt. Die Tschangos wurden in einem spätestens im 19. Jahrhundert beginnenden Prozess von der rumänischen Mehrheitsbevölkerung sprachlich assimiliert; dagegen bewahrten sie einige Traditionen und teilweise auch ihren römisch-katholischen Glauben.
In der zweiten Hälfte des 19. Jahrhunderts kam es zu einer Auswanderung vieler Szekler aus Siebenbürgen in die Moldau bzw. nach Rumänien, wo sie sich zumeist rasch assimilierten.
Eine weitere kleine Gruppe Ungarn waren die Szekler der Bukowina. Ausgangspunkt war das Massaker von Madéfalva (Siculeni) im Januar 1764, bei dem etwa 400 aufständische Szekler getötet wurden; tausende Überlebende flüchteten in die Moldau. Nach einer Amnestie und dem Beginn der österreichischen Herrschaft über die Bukowina (1785) wurde den Moldauer Szeklern auf Anregung des Grafen Andreas Hadik von Futak erlaubt, sich in der Bukowina niederzulassen, wo sie fünf Dörfer gründeten: Hadikfalva (Dornești), Istensegíts (Țibeni), Fogadjisten (Iacobești), Józseffalva (Vornicenii Mici) und Andrásfalva (Măneuți). Die Zahl dieser ungarischen Siedler wuchs kontinuierlich an und erreichte in der Zeit zwischen den Weltkriegen etwa 16.000. Zunehmender Landmangel führte zur Auswanderung eines Teils von ihnen. Mit dem Vertrag von Saint-Germain 1919 wurden die Szekler der Bukowina rumänische Staatsbürger. Nach dem Zweiten Wiener Schiedsspruch 1940 nahmen die Spannungen zwischen der rumänischen Mehrheitsgesellschaft und den Ungarn Rumäniens zu. 1941 bekam Ungarn nach der Eroberung Jugoslawiens die serbische Provinz Batschka zugesprochen. Nach einem Abkommen zwischen Ungarn und Rumänien wurden fast alle Ungarn aus der Bukowina aus- und in der Batschka angesiedelt, von wo aus sie 1944 wiederum nach Ungarn flüchten mussten.

### In den heute nordwestlichen Landesteilen bis zum Ersten Weltkrieg

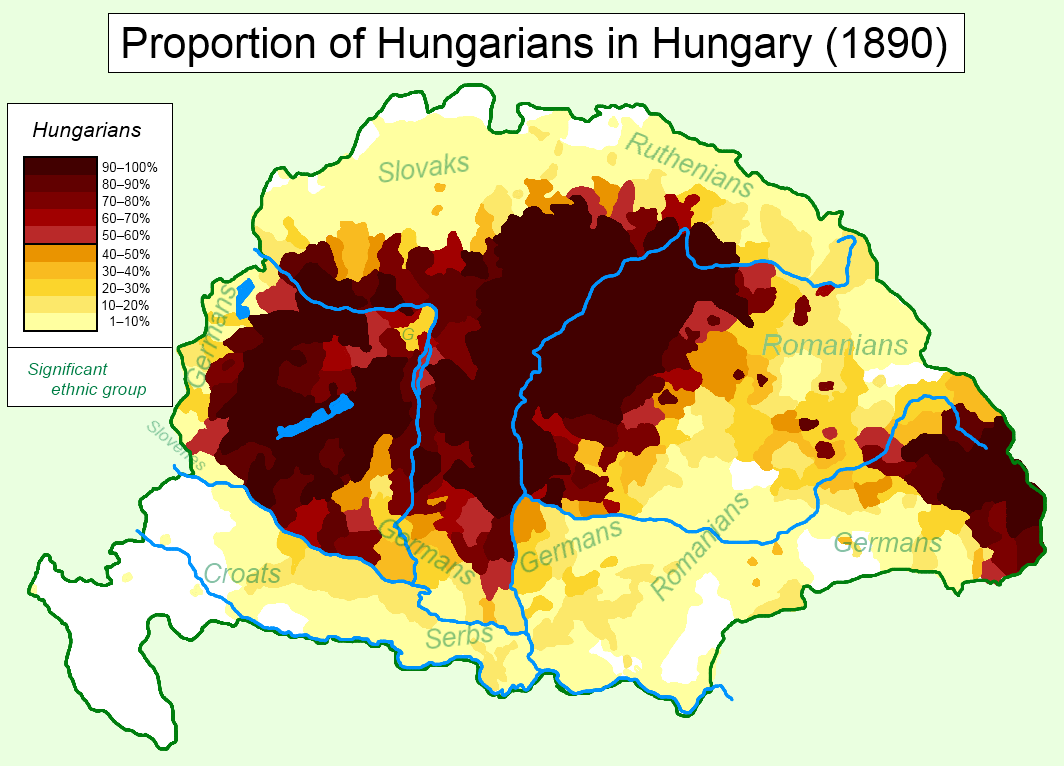
Die Ungarn im Ungarischen Königreich (1890)

Eine grundlegend andere Situation bestand in den heute nordwestlichen Landesteilen Rumäniens, d. h. in Siebenbürgen, im Banat, im Kreischgebiet, in der Region Sathmar und in der Maramuresch. Diese Gebiete gehörten seit dem 10./11. Jahrhundert bis 1918 zum Königreich Ungarn, zum Fürstentum Siebenbürgen bzw. zu Österreich. Die ungarische Bevölkerung stellte hier lange zumindest in großen Teilgebieten die Mehrheit der Bevölkerung, wobei die Besiedlungsgeschichte, die Bevölkerungsverteilung zu verschiedenen Zeiten und in verschiedenen Gebieten sowie sich daraus hergeleitete Rechte schon seit dem 19. Jahrhundert ein stets präsentes Thema im nationalistisch geprägten Streit zwischen Ungarn und Rumänen darstellen.
Bis zum Ende des Ersten Weltkrieges stellten in Siebenbürgen und in den angrenzenden Regionen die Ungarn – und teilweise auch die hier lebenden Deutschen – die politisch führenden Schichten. Im Fürstentum Siebenbürgen war dies durch die Zusammensetzung der Landtage (nur Ungarn, Szekler und Siebenbürger Sachsen durften teilnehmen) auch institutionell manifestiert. Den hier lebenden Rumänen war eine nennenswerte politische Mitwirkung nicht möglich. Die festgelegte Aufteilung des Bodens unter ungarischen Adligen, Szeklern und Siebenbürger Sachsen erlaubte den meisten Rumänen nur, als Hörige oder später als angestellte Landarbeiter auf deren Gütern tätig zu werden. Ausgeprägte wirtschaftliche Ungleichheiten führten zu sozialen Spannungen, die sich in unregelmäßigen Abständen zu Unruhen und Aufständen ausweiteten (so z. B. beim Aufstand unter Horea in Siebenbürgen 1784). Eine gewisse Erleichterung brachten die Josephinischen Reformen Ende des 18. Jahrhunderts, die das Ende der Leibeigenschaft bedeuteten. Der multiethnisch angelegte Habsburgerstaat erlaubte in begrenztem Umfang national orientierte Bewegungen.
Während der Revolution 1848/1849 versuchten national gesinnte ungarische Kräfte, das zu Österreich gehörende Ungarn aus dem habsburgischen Imperium loszulösen. Zu den von ihnen beanspruchten Gebieten gehörten auch Siebenbürgen und die anderen nordwestlichen Regionen des heutigen Rumäniens. Die meisten Rumänen fürchteten einen ungarischen Staat mehr als das Habsburgerreich und stellten sich während der Kampfhandlungen auf die Seite des österreichischen Kaisers; der bekannteste rumänisch-siebenbürgische Führer jener Zeit war Avram Iancu, der im Apuseni-Gebirge mit einer Partisanentaktik den ungarischen Revolutionstruppen erfolgreich trotzte. Er wird in Rumänien heute als Nationalheld verehrt.
Der österreichisch-ungarische Ausgleich 1867 ließ den ungarischen Staat unter Oberherrschaft des österreichischen Kaisers wieder erstehen. In den darauffolgenden Jahrzehnten setzte eine planmäßige Magyarisierung in allen von Nicht-Ungarn bewohnten Gebieten Ungarns ein, also auch in den von Rumänen besiedelten Regionen. Ziel war die Schaffung eines einheitlichen ungarischen Nationalstaates, möglichst ohne ethnische Differenzierung.
Im August 1916 trat Rumänien an der Seite der Entente in den Ersten Weltkrieg ein, um Siebenbürgen und die nördlich und westlich anschließenden Gebiete dem eigenen Königreich einzugliedern. Nach anfänglichen begrenzten militärischen Erfolgen endete der Feldzug für die rumänische Armee katastrophal: im Verlauf des Rumänienfeldzugs 1916/17 vertrieben deutsche und österreichisch-ungarische Truppen die Rumänen aus Siebenbürgen und besetzten auch die Walachei und die Dobrudscha. Lediglich die Moldau blieb mit Hilfe der russischen Verbündeten unter rumänischer Kontrolle. Nachdem auch das Zarenreich im Zuge der Oktoberrevolution zusammenbrach, war Rumänien zum Friedensschluss gezwungen (Frieden von Bukarest). Die Gebietsverluste Rumäniens hielten sich jedoch in Grenzen; nur kleinere Gebiete an den Süd- und Ostseiten der Karpaten wurden von Österreich-Ungarn annektiert. Zudem änderte im Herbst 1918 die Niederlage Deutschlands und Österreich-Ungarns die Situation grundlegend.

### In der Zwischenkriegszeit
Der Sieg der verbündeten Franzosen und Briten erlaubte der rumänischen Regierung, trotz der eigenen militärischen Niederlage die meisten der eigenen Kriegsziele am Verhandlungstisch durchzusetzen. Siebenbürgen kam faktisch schon im Dezember 1918 an Rumänien. Schon wenige Monate später kämpften rumänische Truppen im Ungarisch-Rumänischen Krieg gegen die Räterepublik unter Béla Kun, die die territoriale Integrität des zerfallenden ungarischen Staates erhalten wollte. Im August 1919 gelang es der rumänischen Armee, weite Teile Ungarns einschließlich der Hauptstadt Budapest zu besetzen, was die Verhandlungsposition Rumäniens für die parallel laufenden Pariser Vorortverhandlungen nochmals verbesserte. Im Vertrag von Trianon erhielt Rumänien 1920 schließlich außer Siebenbürgen auch Teile des Banats, des Kreischgebietes, der Region Sathmar und der Maramuresch von Ungarn.
Durch die gewaltige territoriale Ausdehnung Rumäniens wurden zahlreiche Nichtrumänen Staatsbürger des Landes. Die größte Minderheit darunter waren die Ungarn, von denen die allermeisten (1,326 Millionen) in den neu hinzugekommenen Gebieten lebten. Der Anteil der Ungarn an der Gesamtbevölkerung betrug etwa 10 %. Vorwiegend im Osten Siebenbürgens wohnten in geschlossenen Siedlungsgebieten, umgeben von der rumänischen Mehrheit, die Szekler, ein ungarischer Volksstamm, dessen Aufgabe es seit dem 12. Jahrhundert war, für die ungarischen Könige die östliche Karpatengrenze zu bewachen und zu verteidigen. Die Szekler gehörten über Jahrhunderte – neben dem ungarischen Adel und den Siebenbürger Sachsen – zu den drei privilegierten „Nationen“ Siebenbürgens und verfügten über ein Selbstverwaltungssystem, das vergleichbar dem der Siebenbürger Sachsen war. Während die Ungarn in Westsiebenbürgen und in der Maramuresch meist in kleineren Gruppen inmitten einer überwiegend rumänischsprachigen Umgebung lebten, bestanden insbesondere an der Grenze zu Ungarn zusammenhängende ungarische Siedlungsgebiete mit vorwiegend von Ungarn bewohnten Großstädten (Timișoara, Arad, Oradea, Satu Mare), die aus strategischen und verkehrstechnischen Gründen Rumänien zugeschlagen worden waren.
Der Vertrag von Trianon wurde von den meisten Ungarn – sowohl innerhalb als auch außerhalb des ungarischen Reststaates – als schwere Ungerechtigkeit und Schmach empfunden. Das Ziel der Wiedergewinnung der verlorenen Gebiete wurde offizielle Politik Ungarns. Auch die Ungarn Rumäniens lehnten die eingetretenen territorialen Veränderungen mehrheitlich ab. Grund hierfür war unter anderem der Verlust der jahrhundertelangen privilegierten Stellung, die von einer Benachteiligung in vielen Lebenslagen abgelöst wurde; eine Bodenreform änderte die Eigentumsverhältnisse zu Lasten der Ungarn. Diese sahen sich zunehmend Maßnahmen ausgesetzt, die ihre Assimilation in die rumänische Mehrheit befördern sollten.

### Der Zweite Wiener Schiedsspruch und der Zweite Weltkrieg

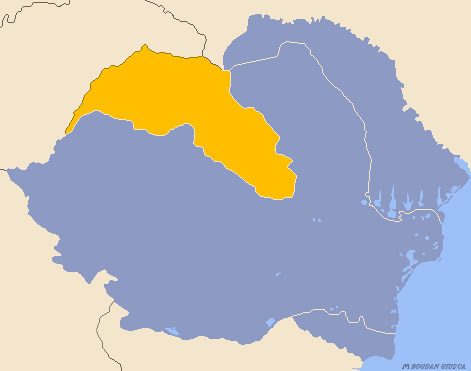
Die durch den Zweiten Wiener Schiedsspruch von Rumänien an Ungarn abgetretenen Gebiete (orange)

Zu Beginn des Zweiten Weltkrieges baute das Deutsche Reich seinen Einflussbereich zielgerichtet nach Südosteuropa aus. Ungarn erhoffte sich von Deutschland Hilfe bei der Wiedergewinnung der verlorenen Gebiete. Letztlich waren sowohl Ungarn als auch Rumänien wirtschaftlich und politisch vom Deutschen Reich abhängig; dieses erhoffte sich seinerseits Hilfe von Rumänien und Ungarn beim anstehenden Krieg gegen die Sowjetunion. Rumänien und Ungarn akzeptierten den Zweiten Wiener Schiedsspruch, in dem im August 1940 Deutschland und Italien den Norden und den Osten Siebenbürgens, die Maramuresch, die Region Sathmar und einen Teil des Kreischgebietes Ungarn zusprachen. Der Anteil von Ungarn und Rumänen im abgetretenen Gebiet war etwa gleich groß; Historiker beider Länder behaupteten in entsprechenden Statistiken jeweils eine leichte Mehrheit ihrer Landsleute. Beim Vorrücken der ungarischen Truppen kam es in einigen Orten zu Massakern gegen Rumänen, so z. B. in Treznea und in Ip. In den rumänisch gebliebenen Territorien erfolgten Ausschreitungen gegen Ungarn. Beide Länder übten Druck auf die verbliebene jeweilige Minderheit aus, der jeweils etwa 200.000 Personen veranlasste, in den anderen Teil Siebenbürgens zu fliehen.
Sowohl Ungarn als auch Rumänien – das inzwischen als Militärdiktatur von Marschall Ion Antonescu beherrscht wurde – beteiligten sich schließlich am Krieg gegen die Sowjetunion, blieben jedoch untereinander verfeindet. Antonescu versuchte noch während des Krieges vergebens bei Hitler, die Rückgabe der an Ungarn abgetretenen Gebiete zu erreichen. Im Herbst 1944 gingen in einigen Orten Nordsiebenbürgens und in der Maramuresch ungarische Truppen während ihres Rückzuges vor der Roten Armee erneut gegen rumänische Einwohner vor.

### Die Nachkriegszeit und die Herrschaft der Kommunistischen Partei

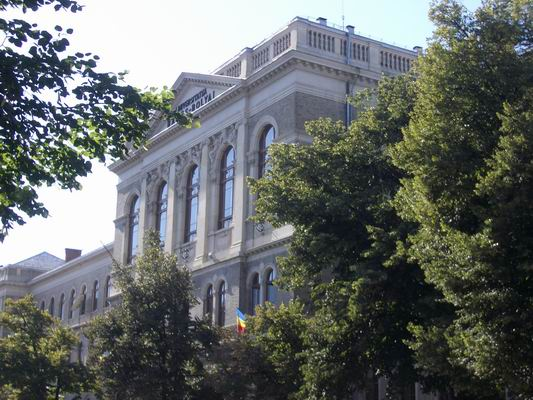
Die Babeș-Bolyai-Universität in Cluj-Napoca

Am 23. August 1944 stürzten bürgerliche und linke Kräfte den Militärdiktator Ion Antonescu; Rumänien wechselte im Krieg die Fronten und kämpfte von da an der Seite der Sowjetunion. Zwei Wochen später – am 7. September 1944 – erklärte Rumänien dem Nachbarn Ungarn den Krieg. Die 1940 Ungarn zugesprochenen Gebiete wurden Ende 1944 durch die Rote Armee sowie rumänische Truppen erobert, ab März 1945 wieder von Rumänien verwaltet und bei der Pariser Friedenskonferenz 1946 auch offiziell wieder Rumänien zugesprochen. In der Übergangszeit kam es zu Übergriffen rumänischer Truppen auf ethnische Ungarn.
In der Nachkriegszeit und unter der sich rasch etablierenden Herrschaft der Kommunistischen Partei erhielten die Ungarn Rumäniens die vollen staatsbürgerlichen Rechte zugesprochen; in der Praxis wechselten Phasen weitgehender Gleichberechtigung mit Abschnitten indirekter Diskriminierung der ungarischen Minderheit. In der Führungsspitze der anfänglich zahlenmäßig sehr schwachen Kommunistischen Partei Rumäniens waren auch einige Ungarn vertreten (z. B. Ludovic Csupor), gelangten aber nie in höchste Positionen.
Von 1952 bis 1960 bestand eine Ungarische Autonome Region (Regiunea Autonomă Maghiară), die im Wesentlichen die heutigen Kreise Covasna und Harghita sowie dem östlichen Teil des Kreises Mureș umfasste. 1960 wurde die territoriale Ausdehnung der Autonomieregion geändert; im Süden wurde Covasna aus-, im Nordwesten ein ähnlich großes Areal angegliedert, wodurch allerdings der Anteil der ungarischen Bevölkerung sank. In der Region waren der amtliche Gebrauch der ungarischen Sprache und z. B. die Verwendung ungarischer Ortsnamen auf Straßenschildern erlaubt. Darüber hinaus hatte der Autonomiestatus jedoch nur symbolischen bzw. propagandistischen Wert.
Während des Ungarischen Volksaufstands 1956 leistete Rumänien den im Land stationierten sowjetischen Truppen die notwendige logistische Unterstützung für den Einmarsch nach Ungarn. Die Erhebung im Nachbarland wurde von weiten Teilen der ungarischen Minderheit in Rumänien mit Sympathie verfolgt; daraufhin verschärfte sich der Kurs der rumänischen Führung gegen die Ungarn.
1959 wurde die ungarischsprachige Bolyai-Universität in Cluj mit der rumänischsprachigen Babeș-Universität zur Babeș-Bolyai-Universität vereinigt und der ungarischsprachige Anteil in den darauf folgenden Jahren systematisch reduziert. 1968 beseitigte Nicolae Ceaușescu die Ungarische Autonome Region, indem er die ursprüngliche zentralistische Kreiseinteilung wiedereinführte. Ethnische Rumänen wurden gezielt in ursprünglich rein oder vorwiegend ungarische Orte angesiedelt. Ungarische Schüler konnten – wie auch Kinder der anderen anerkannten Minderheiten – prinzipiell in ihrer Muttersprache Schulunterricht erhalten; durch eine beschränkte Anzahl an ungarischen Lehrern und Klassen wurde dieser Grundsatz insbesondere in Gebieten mit gemischter Bevölkerung ab den 1970er Jahren immer häufiger gezielt unterlaufen. Ungarische Aktivisten, die dieses Problem öffentlich thematisierten, wurden eingeschüchtert, teilweise auch ermordet. In den vorwiegend von Ungarn bewohnten Regionen setzte die Parteiführung gezielt ethnische Rumänen als Bürgermeister oder Fabrikdirektoren ein; die gemischtsprachige Beschilderung z. B. an Ortstafeln wurde in vielen Fällen zugunsten einer rein rumänischen aufgegeben.
In den 1980er Jahren intensivierte Ceaușescu seinen nationalistischen Kurs und damit auch den Druck auf die ungarische Bevölkerung. Forderungen der ungarischen Staatsführung, die Situation der ethnischen Ungarn in Rumänien zu verbessern, wurden von Ceaușescu als Einmischung in die inneren Angelegenheiten seines Landes zurückgewiesen. Mit der fortschreitenden Demokratisierung Ungarns Ende der 1980er Jahre kam es zum offenen Bruch zwischen beiden Ländern, als ungarische Politiker auch öffentlich ihr Interesse für die ungarische Minderheit Rumäniens bekundeten und entsprechende Demonstrationen in Budapest duldeten. Ab 1988 forcierte Ceaușescu zudem das Programm zur Systematisierung der Dörfer, das zwar das ganze Land betraf, von der ungarischen Minderheit als gezielt gegen sich gerichtet betrachtet wurde. Parallel dazu wurde ein von nationalistischen Untertönen begleiteter Streit zwischen Historikern beider Länder ausgetragen, in dem es um die Besiedlungsgeschichte Siebenbürgens ging.
In der ersten Hälfte des Jahres 1988 flüchteten etwa 20.000 ethnische Ungarn aus Rumänien; Ceaușescu verschärfte daraufhin das Grenzregime. Vergebens forderte er vom sowjetischen Staatschef Michail Gorbatschow, notfalls auch militärisch gegen die Reformregierung in Ungarn vorzugehen. Die Fluchtwelle aus dem Land nahm trotzdem 1989 nochmals zu.
Gegen Ende der Herrschaft Ceaușescus nahmen die Spannungen zwischen ethnischen Rumänen und Ungarn ab, weil sich die meisten Angehörigen aller Ethnien das Ende der Diktatur wünschten. Symbolisch dafür sind die Tatsachen, dass der Ausbruch der Revolution im Dezember 1989 im Zusammenhang mit der versuchten Maßregelung des ungarischen Pfarrers László Tőkés stand, und dass sie in der Stadt Timișoara ausbrach, in der neben Rumänen zahlreiche Ungarn und auch Angehörige anderer Nationalitäten lebten.

### Seit der Revolution 1989
Nach dem Sturz Ceaușescus hatten die Ungarn Rumäniens die Möglichkeit, eigene Organisationen zu bilden, um die Interessen der Minderheit auch politisch zu vertreten. Schon am 25. Dezember 1989 wurde die Demokratische Union der Ungarn in Rumänien (ung. Romániai Magyar Demokrata Szövetség, RMDSZ, rum. Uniunea Democrată Maghiară din România, UDMR) gegründet, die seither an allen Parlamentswahlen teilnahm und in mehreren Koalitionsregierungen als Juniorpartner beteiligt war.
Schon wenige Monate nach dem Sieg der Revolution und während der schwierigen wirtschaftlichen Übergangszeit kam es jedoch wieder zuzunehmenden ethnischen Spannungen, die meist verdeckt blieben, in einigen Fällen aber zu schweren Ausschreitungen führten. So kamen bei Straßenschlachten, deren Ausgangspunkt Angriffe von Rumänen auf das UDMR-Hauptquartier war, im März 1990 in der Stadt Târgu Mureș fünf Menschen ums Leben. Mehrere hundert wurden verletzt.
Seitdem gibt es praktisch keine offenen gewalttätigen Auseinandersetzungen mehr. Latent vorhandene Spannungen äußern sich immer wieder in Diskussionen um den Status der mehrheitlich von Ungarn bewohnten Regionen Rumäniens, besonders des Szeklerlandes. Zahlreiche Ungarn wünschen sich eine Autonomie des mitten in Rumänien gelegenen Gebietes. Dieser Standpunkt wird von der UDMR nicht offensiv vertreten, da praktisch alle rumänischen Politiker und auch die rumänische Gesellschaft auf dem Konzept des einheitlichen, zentralistisch organisierten Nationalstaates bestehen. Jede Autonomiebewegung, aber auch Forderungen nach anderen Kollektivrechten wird damit als Bedrohung der territorialen Integrität Rumäniens aufgefasst.
Das erste postkommunistische Parlament Rumäniens bestimmte 1990 den 1. Dezember als Nationalfeiertag. Dies wurde von vielen Ungarn als Provokation aufgefasst, weil der 1. Dezember 1918 als Tag der Vereinigung Siebenbürgens mit Rumänien von ihnen als Tag der Loslösung von Ungarn angesehen wird.
Mitte der 1990er Jahre entspannte sich die Lage etwas, als nach der Abwahl Präsidenten Ion Iliescu bürgerliche Politiker in Bukarest den Minderheiten einige Zugeständnisse machten, z. B. im Bildungswesen oder bei der Ortstafelbeschilderung.
Die vergleichsweise konziliante Haltung der UDMR führte in den letzten Jahren zur wachsenden Opposition innerhalb der ungarischen Minderheit. 2008 gründete sich die Ungarische Bürgerpartei (Partidul Civic Maghiar-Magyar Polgári Párt, PCM-MPP), die auf eine rasche Autonomie des Szeklerlandes dringt. Bei den Kommunalwahlen 2008 schaffte es die Ungarische Bürgerpartei jedoch nicht, die UDMR als stärkste Kraft in den von Ungarn bewohnten Gebieten abzulösen. Bei den Parlamentswahlen 2008 trat sie nicht an, um zu vermeiden, dass die UDMR an der Fünfprozenthürde scheitert und die ungarische Minderheit nicht mehr im rumänischen Parlament vertreten ist.
Des Weiteren gibt es als überparteiliche Interessenvertretung den „Nationalrat der Ungarn in Siebenbürgen“, dessen Vorsitzender der inzwischen zum Bischof ernannte Pfarrer László Tőkés ist.
Bei der Volkszählung 2002 gaben 1,432 Millionen Bürger Rumäniens an, Ungarn zu sein. Deren Zahl nahm somit seit dem Ende des Ersten Weltkrieges nur leicht zu, wohingegen die Gruppe der Rumänen im gleichen Zeitraum stärker wuchs. Dementsprechend sank der Anteil der Ungarn an der Gesamtbevölkerung von etwa 7,9 % auf 6,6 %. Ursache hierfür sind neben Assimilationsprozessen auch eine bei den Ungarn niedrigere Geburtenrate im Vergleich zu den ethnischen Rumänen. 2012 fiel ihre Zahl auf 1,2 Millionen zurück, wobei die Ungarn noch immer die zahlreichste Minderheit in Rumänien darstellen.

## Demographie (2002)

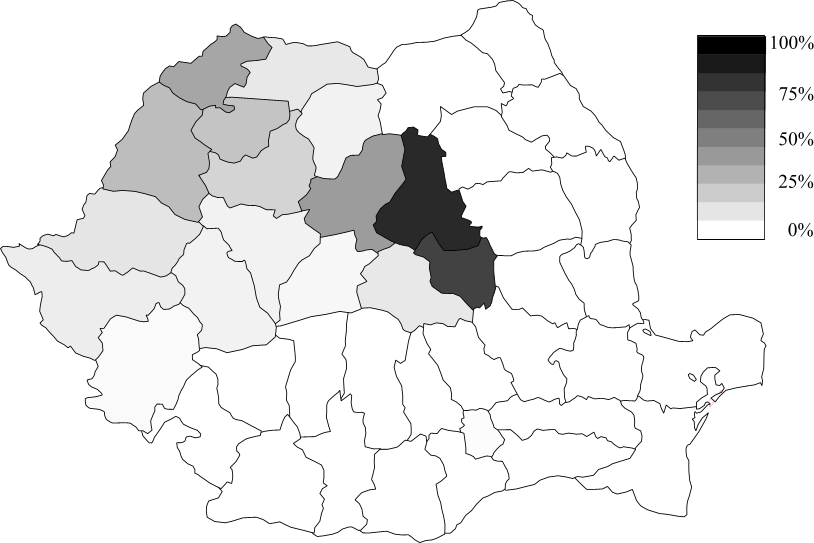
Ungarn in Rumänien nach Kreisen (2002)

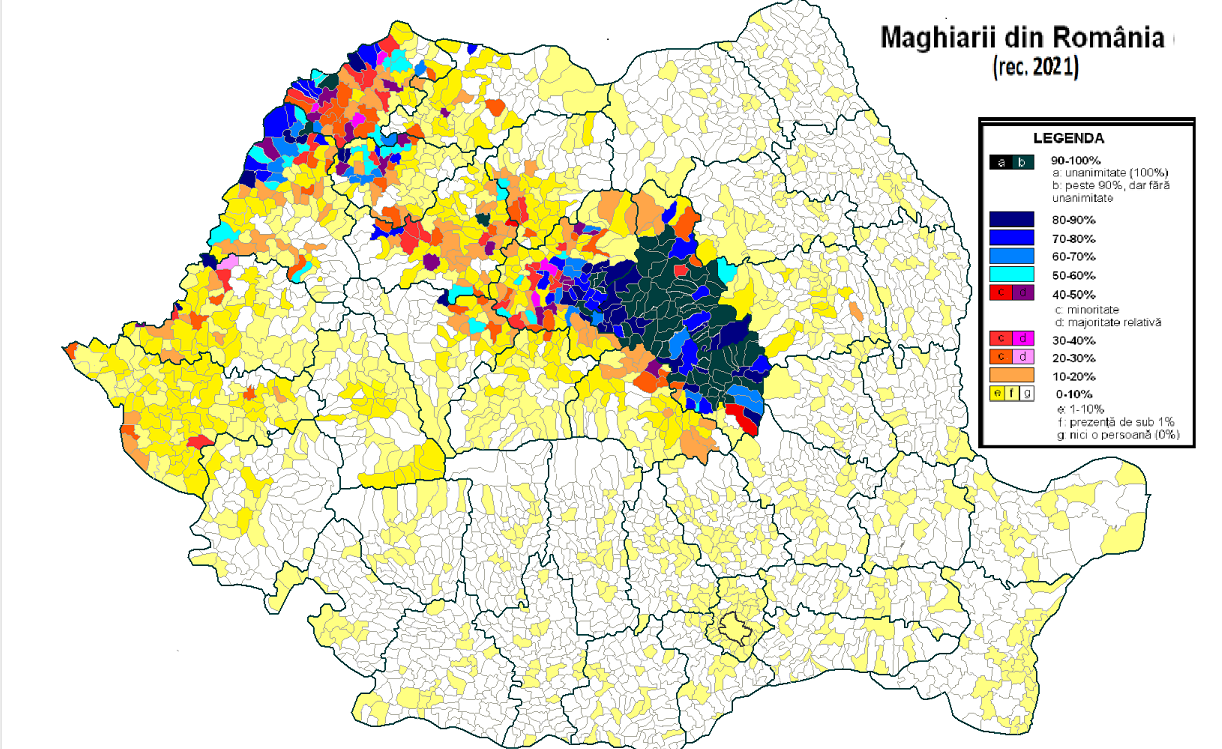
Ungarn in Rumänien nach Gemeinden (2022)

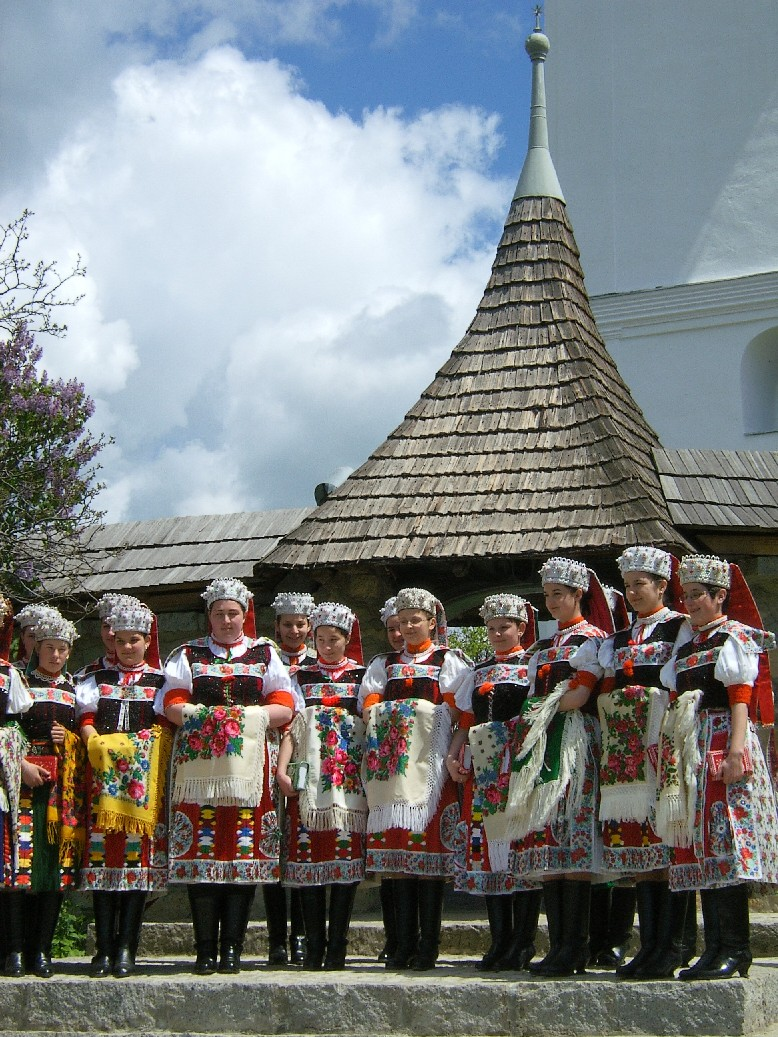
Ungarn in Izvoru Crișului (Körösfő).

| Kreis           | Ungarn  | Ungarn  | Ungarischer Muttersprache | Ungarischer Muttersprache |
| Kreis           | Zahl    | Prozent | Zahl                      | Prozent                   |
| --------------- | ------- | ------- | ------------------------- | ------------------------- |
| Harghita        | 275.841 | 84,61   | 278.128                   | 85,3                      |
| Covasna         | 164.055 | 73,81   | 166.481                   | 74,9                      |
| Mureș           | 227.673 | 39,26   | 230.727                   | 39,8                      |
| Satu Mare       | 129.998 | 35,22   | 143.597                   | 38,9                      |
| Bihor           | 155.554 | 25,92   | 161.520                   | 26,9                      |
| Sălaj           | 57.318  | 23,07   | 57.555                    | 23,2                      |
| Cluj            | 122.131 | 17,37   | 120.794                   | 17,2                      |
| Arad            | 49.399  | 9,06    | 48.318                    | 10,5                      |
| Maramureș       | 46.250  | 9,06    | 44.956                    | 8,8                       |
| Brașov          | 51.470  | 8,75    | 51.108                    | 8,7                       |
| Timiș           | 51.421  | 7,59    | 48.238                    | 7,1                       |
| Bistrița-Năsăud | 18.394  | 5,89    | 17.227                    | 5,5                       |
| Alba            | 20.682  | 5,4     | 20.055                    | 5,2                       |
| Hunedoara       | 25.321  | 5,2     | 22.947                    | 4,7                       |
| Sibiu           | 15.478  | 3,67    | 14.242                    | 3,4                       |
| Caraș-Severin   | 5.859   | 1,76    | 5.200                     | 1,6                       |
| Bukarest        | 5.834   | 0,31    | 5.029                     | 0,3                       |
| Bacău           | 4.528   | 0,64    | 5.346                     | 0,8                       |

## Politische Parteien
- Demokratische Union der Ungarn in Rumänien
- Erdélyi Magyar Szövetség (kurz: EMSZ; rumänisch Alianța Maghiară din Transilvania, kurz: AMT)

## Persönlichkeiten
- Iolanda Balaș
- Attila Bartis
- Laszlo Berkeczy
- Csaba Böjte
- László Bölöni
- Levente Csik
- Ileana Gyulai
- Sándor Kányádi
- Otto Keresztes
- István Kovács
- Zoltan Lunka
- Zsolt Muzsnay
- Ioan Pop
- Valentin Silaghi
- Ileana Silai
- Ladislau Șimon
- Ecaterina Szabó
- Gabriela Szabo
- Olga Szabó-Orbán
- László Tőkés
- Sándor Végh
- Zsolt Sándor Cseke